# الإغاثة العالمية للجوع
حملة الإغاثة العالمية للجوع هي حملة أطلقتها شركة يم! وتعد جهودها الإغاثية من الجوع الأكبر في القطاع الخاص على مستوى العالم، وتهدف لزيادة الوعي والتطوع وجمع الأموال لصالح برنامج الأغذية العالمي التابع للأمم المتحدة وغيره من وكالات الإغاثة من الجوع. وتشمل الجهود نظام شركة يم! بأسره، والذي ينتشر في أكثر من 130 دولة، ويضم أكثر من 43.000  مطعم من مطاعم دجاج كنتاكي، وبينزا هت، وتاكو بل، بالإضافة إلى 1.5 مليون شريك.

## نظرة عامة

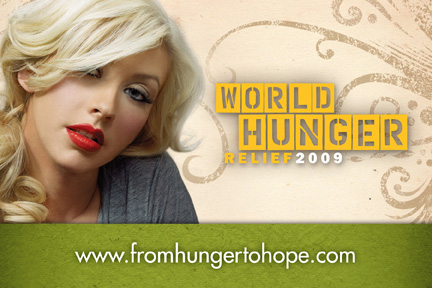

من أجل حملة الإغاثة العالمية للجوع، استخدمت شركة يم! كل مطاعمها لجمع الأموال لبرنامج الأغذية العالمي، كما تشجع موظفيها في جميع أنحاء العالم على المشاركة في المبادرة. فمنذ إطلاق البرنامج في عام 2007، تطوع ما يقرب من 1.5 مليون من موظفي علامات يم ! التجارية، وأصحاب الامتيازات، وعائلاتهم بملايين الساعات للمساعدة في جهود الإغاثة من الجوع. كما أدى هذا الجهد إلى جمع مبلغ 640 مليون دولار لبرنامج الأغذية العالمي وغيره من منظمات الإغاثة من الجوع، وتوفير ما يقرب من 2.4 مليار وجبة غذائية في 43 دولة. وهي تركز على برامج التغذية المدرسية وكذلك دعم عمليات الطوارئ وبرامج صحة الأم والطفل والتغذية.

## الشراكات
كما تظهر المغنية كريستينا أغيليرا، سفيرة برنامج الأغذية العالمي ضد الجوع، على موقع الإغاثة العالمية للجوع وفي جهود الإغاثة الأخرى على الإنترنت.

## التاريخ
و للاحتفال بالذكرى السنوية العاشرة في عام 2007، تعاونت يم! مع برنامج الغذاء العالمي التابع للأمم المتحدة (WFP) لبذل جهود جديدة للإغاثة السنوية للجوع في العالم، والتي تسعى إلى زيادة الوعي، والعمل التطوعي، وتمويل برنامج الأغذية العالمي وغيره من منظمات الإغاثة من الجوع. أثناء الإطلاق، صرح ديفيد نوفاك، رئيس مجلس إدارة يم! ورئيسها التنفيذي، قائلاً: «نحن نبحث عن فكرة كبيرة موحدة لتحفيز المنظمة بأكملها.» وقد اعتُبِر برنامج الذي يهدف لمعالجة الجوع، على نطاق عالمي، مناسبًا لمؤسسة مجال عملها هو منافذ الطعام. بدأت الشراكة عندما وجد مسؤول تنفيذي من الشركة كان قد وكل إليه البحث عن «القضية النبيلة» للشركة، أن كل أربع ثوان، وفي مكان ما في العالم يموت طفل من الجوع. وتم اختيار برنامج الأغذية العالمي لأنه أكبر منظمة للتغذية في العالم.

## وصلات خارجية
- Official Site
- Press release
- BBC article